# Muzeum klasického knihařství

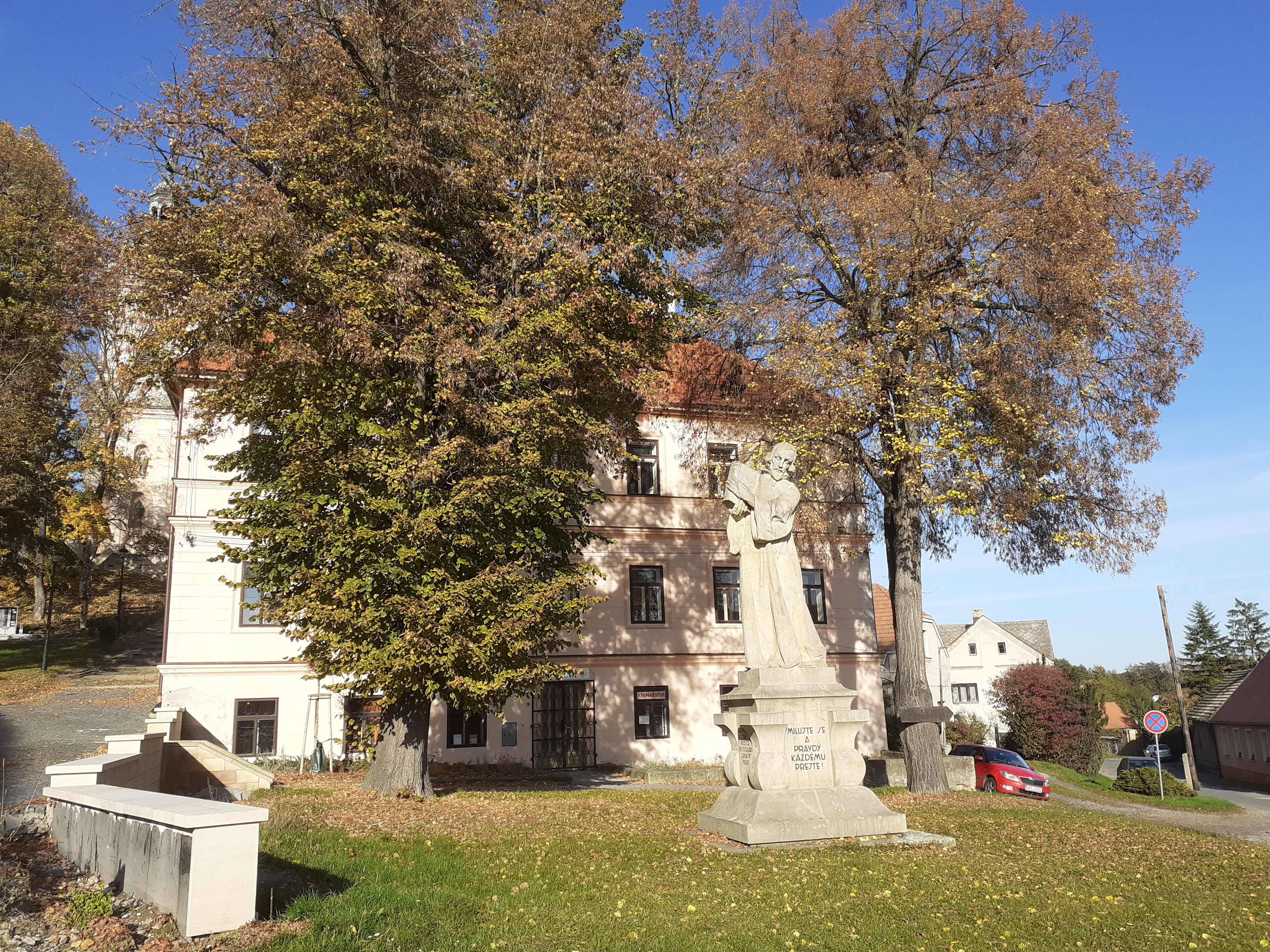
Muzeum klasického knihařství sídlí nyní v budově staré školy

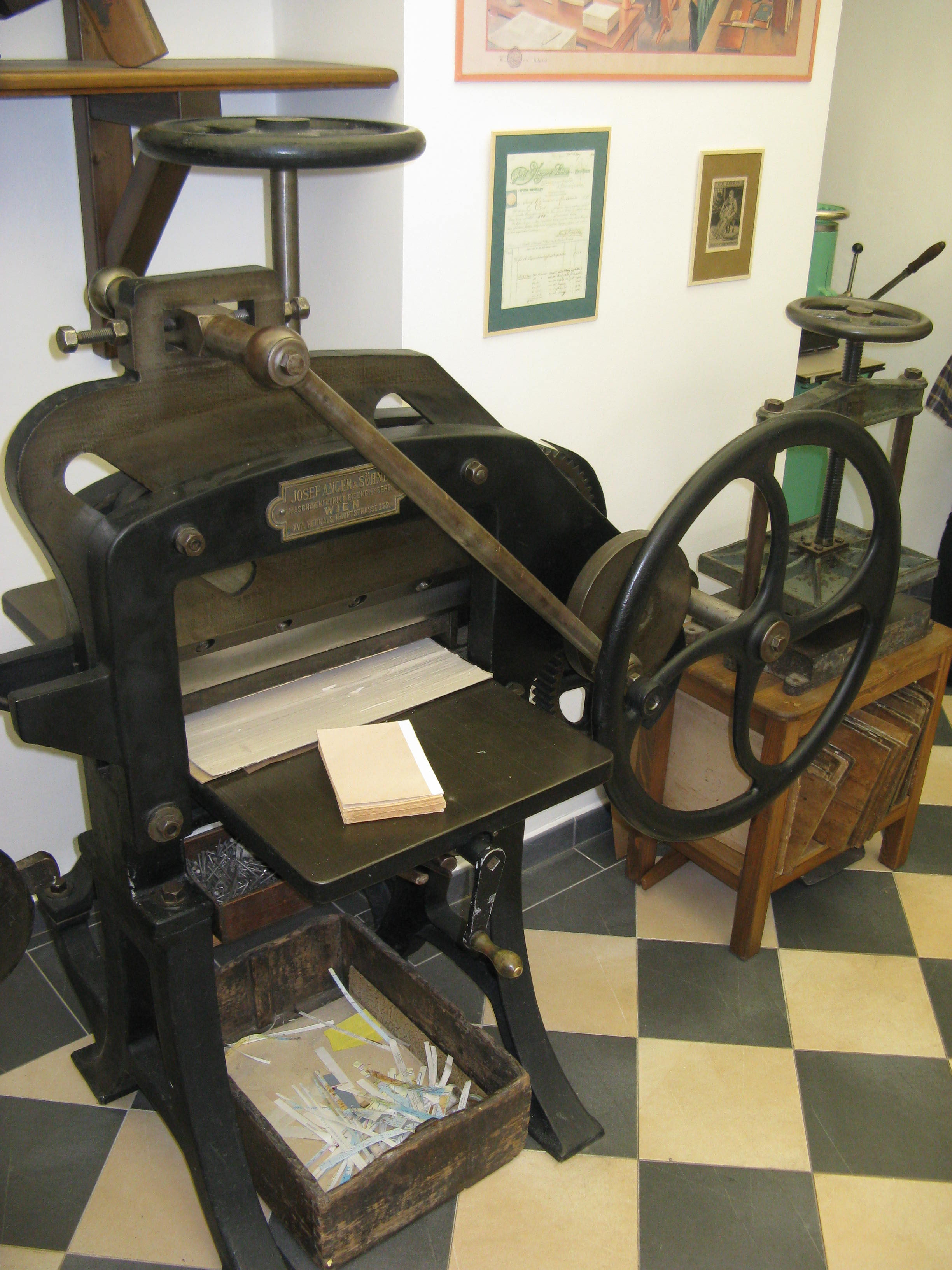
Stará řezačka papíru v Muzeu klasického knihařství

Muzeum klasického knihařství v  Rožďalovicích prezentuje práci a život významného českého uměleckého knihaře, místního rodáka Jendy Rajmana (1892–1965). Je zde uchováno kompletní zařízení jeho knihařské dílny spolu s množstvím uměleckých vazeb, svázaných přímo jím nebo v jeho knihařské dílně. Oceňovanou hodnotou je mimo jiné právě ucelenost této sbírky.

## Historie muzea
Muzeum vzniklo jinde, než je nyní. V letech 2005 až 2022 bylo umístěné v památkově chráněném domě č.24 na Husově ulici, v autentických prostorách, kde měl Jenda Rajman svou knihařskou dílnu. Muzeum včetně celého zařízení dílny se v roce 2022 přestěhovalo do budovy staré školy čp. 146, poblíž kostela sv. Havla. Stroje a nástroje, přenesené sem z původního místa, nashromáždily čtyři generace knihařů, protože ještě před knihařským rodem Rajmanů působil v Rožďalovicích jeden italský knihař. Muzeum i knihařskou dílnu vybudoval a provozoval Nadační fond Jendy Rajmana, založený Rajmanovými potomky. V současné době je muzeum v péči města Rožďalovice a informace o možnostech prohlídek poskytuje Městský úřad Rožďalovice.

## Expozice
Uchovala se celá knihařská dílna se stroji a nástroji, s nimiž pracoval Jenda Rajman. Dílna je stále použitelná, postupy tradičního ručního knihařství se příliš nezměnily. Návštěvníci budou mít možnost se seznámit s tradičními postupy a s historií knižní vazby. Lze tu zblízka vidět, a v někdy i vyzkoušet, práci na ručních strojích – lisech, řezačce, zlatičce, šičce nebo oklepávačce. Návštěvníci uvidí též nástroje na zdobení knih – tlačítka, rytiny, sady písem.
V prvním patře budovy je z pozůstalosti Jendy Rajmana vytvořen fiktivní byt a jsou v něm vystaveny jeho krásné umělecké knižní vazby. Vytvářel vazby celokožené nebo polokožené s deskami potaženými vlastními autorskými papíry, originálně zdobené zlacením nebo slepotiskem.
Zároveň Nadační fond Jendy Rajmana provozuje malou on-line expozici na domovských stránkách Muzea klasického knihařství.

## Historie domu čp. 24 a Rajmanovy rodiny
Budovy č. 24 v Husově a Tyršově ulici v Rožďalovicích nyní vlastní soukromé osoby, které nemají zájem na provozování muzea. Na přízemní části ale doposud přetrvává nápis.
Muzeum klasického knihařství bylo původně zřízeno v komplexu budov č.p. 24, který byl prohlášen kulturní památkou dne 17.12.2014. Dům na nároží Husovy a Tyršovy ulice byl zřejmě postaven v 18. století. V té době zaznamenalo město největší rozvoj díky šlechtickému rodu Valdštejnů. Maloměstský obytný dům svou jednotraktovou dispozicí vychází pravděpodobně ze staršího objektu, snad barokního původu. Tomuto předpokladu by odpovídal i originální mansardový tvar střechy, který byl zjevně při výměně krovu v 19. století respektován. Navazující hospodářský objekt byl k domu přistavěn po polovině 19. století, sloužil nejprve jako stáje, později jako dílna.
Na začátku 20. století nemovitosti koupila knihařská rodina Rajmanových. Předtím měli knihařství na protější straně Husovy ulice o něco blíže ke kostelu – v jedné pronajaté místnosti, kde také bydleli.
V domě č. p. 24 byla již při této koupi zřízená prodejna, přístupná výkladcem v čele. Tu Rajmanovi využívali pro prodej papírnického zboží, knih a tiskovin, samotné knihařství by se v malém městě neuživilo. Jenda Rajman byl velmi zručným knihařem, také velmi podnikavým, v knihařské dílně zaměstnával až 10 lidí a pořizoval si ve své době moderní stroje a vybavení.
Současná podoba budov pochází z přestavby ve 30. letech 20. století, kdy zažil rodinný knihařský podnik Rajmanových svůj největší rozvoj. V obytném domě byla tehdy vyměněna téměř všechna okna i dveře, fasády byly omítnuty břízolitem, střecha byla zakryta vaznicovým krovem, opakujícím tvar původní barokní střechy. Protože k domu nepatřil žádný pozemek, byla tehdy na střeše navazujícího objektu dílny vybudována zelinářská zahrada a v ní postaven dřevěný altán.
Po druhé světové válce a nástupu komunistické moci v roce 1948 však již Jenda Rajman nemohl nikoho zaměstnávat. Změnily se i podmínky pro vázání knih, tiskárny se postupně vybavovaly technikou, která usnadňovala hromadnou vazbu velkých nákladů knih. Rajmanovi přestali mít prostředky na údržbu nemovitostí. J. Rajman musel bojovat o to, aby poměrně velká nemovitost nebyla zestátněna, některé prostory ale musel přenechat pro potřeby socialistického hospodářství – krátce tu byl sklad nábytku spotřebního družstva Jednota a později cukrárna. Knihařství fungovalo pod socialistickým podnikem Komunální služby.  V dílně pak až do konce svého života působila jako knihařka Rajmanova dcera Blanka Hančarová (1934-2018), která zde vlastně strávila celý svůj život, 
Obrat přinesla až změna režimu po roce 1989. 
V roce 2002 založila rodina dcery Mistra Rajmana Nadační fond Jendy Rajmana. Opravili knihařskou dílnu do podoby z let 1930–1940. Stroje a nástroje nashromáždily čtyři generace knihařů, protože ještě před Rajmanovými působil v Rožďalovicích jeden italský knihař. Rekonstrukce přízemní knihařské dílny, financovaná převážně ze soukromých zdrojů Rajmanových potomků a z darů Nadačnímu fondu Jendy Rajmana, proběhla v letech 2002 až 2005. Až do roku 2014 pak byla dílna jako Muzeum a knihařská dílna Jendy Rajmana otevřena pro prohlídky veřejnosti. V letech 2014 až 2015 byla provedena kompletní rekonstrukce obytné jednopatrové budovy díky podpoře z Regionálního operačního programu Střední Čechy.  
Vnitřní členění obou rekonstruovaných budov zůstalo téměř v autentické podobě z 30. let 20. století, kromě potřebného zázemí. Na střešní terase byl vybudován altán, napodobující tvarem původní dřevěnou stavbu. V objektu dílny se dochovala původní ocelová okna a dvoje interiérové dveře z přelomu 19. a 20. století. V  obytném domě se zůstaly téměř všechny původní dveře a okna, v kuchyni originální obklady a nábytek, částečně vestavěný. Původní jsou též dva výkladce. V patře se nachází koupelna s originálním vybavením, obklady a teracovou podlahou s bordurami. Při rekonstrukci obytného domu byla při sejmutí svrchních vrstev nátěru stěn objevena neobvyklá výmalba ve stylu art deco, pocházející z 20. let minulého století. Představuje ojedinělý příklad geometrické stylizace charakteristické pro avantgardu meziválečného období. Svým rozsahem i zachováním je v našich podmínkách unikátní. Z řady umělců, se kterými se J. Rajman přátelil, je nejpravděpodobnějším autorem návrhů na tuto výmalbu Vratislav Hugo Brunner. 